# Aegea (empresa)
A Aegea é uma empresa privada brasileira que atua no saneamento básico, detendo a concessão dos serviços em diversos municípios do país. A companhia presta serviços de captação e abastecimento de água tratada, coleta e tratamento de esgoto, fornecimento de água de reuso e no manejo dos resíduos sólidos.

## História
A Aegea foi fundada em 2010 pelo grupo paulista Equipav, que começou a atuar no setor privado de saneamento em 2005 com a aquisição da Águas Guariroba (MS), até então pertencente a um consórcio liderado pela empresa espanhola Águas de Barcelona, e da Prolagos (RJ) em 2007, pertencente à Águas de Portugal.
Em 2012, a International Finance Corporation (IFC), membro do Grupo do Banco Mundial, ingressou no quadro societário da companhia com o objetivo de desenvolver o setor de saneamento no Brasil. Em 2019, a IFC vendeu sua participação para o Grupo Equipav.
Em outubro de 2013, o GIC, fundo soberano de Singapura ingressou no quadro de acionistas da empresa, ao realizar um aporte de R$ 300 milhões.
Em 2014, foi registrada como companhia aberta na Comissão de Valores Mobiliários (CVM) como categoria B, assim como suas concessionárias, Prolagos e Águas Guariroba.
Em novembro de 2016, a Aegea ofereceu o valor de R$ 160 milhões de contribuição financeira a título de outorga pela subconcessão dos serviços de saneamento de Teresina (PI), em contrato que deve durar até o ano de 2048. O contrato prevê investimentos de R$ 1,7 bilhão, para garantir 100% de cobertura de abastecimento de água e esgoto na capital piauiense.
Em 2018, a empresa adquiriu a totalidade das ações da Companhia de Saneamento do Norte, que detém 100% do capital social da Manaus Ambiental e da Rio Negro Ambiental. por R$ 800 milhões.
Em 2019, a Aegea foi a vencedora da licitação de uma Parceria Público-Privada (PPP) para o esgotamento de nove municípios da região metropolitana de Porto Alegre.
Em abril de 2021, a Itaúsa adquiriu 10,2% do capital votante da Aegea por R$ 1,3 bilhão.
Em 30 de abril de 2021, foi realizado o leilão na Bolsa de Valores de São Paulo (B3) de três blocos da Companhia Estadual de Águas e Esgotos do Rio de Janeiro (Cedae), tendo a Aegea arrematado o Bloco 1 por R$ 8,2 bilhões e o Bloco 4  por R$ 7,203 bilhões.
Em setembro de 2022, a empresa venceu leilão de PPPs de saneamento no Ceará, com ofertas de R$ 7,65 milhões e R$ 11,4 milhões pelos lotes 1 e 2 do leilão, respectivamente. Com o resultado, a empresa terá a responsabilidade de prestar serviços de esgoto para 4,3 milhões de pessoas em 24 municípios localizados nas regiões metropolitanas de Fortaleza e do Cariri, no Ceará.
Em 20 de Dezembro de 2022, a Aegea arrematou a Corsan com um lance de 4,15 bilhões de reais, em leilão de privatização promovido pelo governo gaúcho na sede da B3, em São Paulo.
Em setembro de 2024, a Aegea e os sócios a Perfin e a Kinea venceram o lote 1 da PPP em leilão promovido pela Sanepar, em que as vencedoras serão responsáveis pelo serviço de coleta e tratamento de esgoto em 36 cidades da região Centro-Leste do estado.
Em 30 de outubro de 2024, foi realizado na Bolsa de Valores B3 o leilão para concessão dos serviços de água e esgoto em todos os 224 municípios do Piauí da Microrregião de Água e Esgoto do Piauí (MRAE), incluindo a zona rural de Teresina. A vencedora foi a Aegea, única interessada, que fez uma proposta de 1% de desconto sobre a tarifa, combinado com R$ 1 bilhão em valor de outorga. 

## Área de atuação
Em 2023, a Aegea estava presente por meio concessões e PPPs em 503 municípios em 15 Estados: Amazonas, Ceará, Espírito Santo, Maranhão, Mato Grosso, Mato Grosso do Sul, Pará, Paraná, Piauí, Rio de Janeiro, Rio Grande do Sul, Rondônia, Santa Catarina, Minas Gerais e São Paulo.
É a segunda maior empresa no setor privado de saneamento básico no Brasil, atuando em localidades que somam mais de 31 milhões de pessoas o que representa cerca de 15% da população do país.